# Candela Antón de Vez
Candela Antón de Vez (Barcelone, 2 septembre 1994) est une actrice espagnole de cinéma, de théâtre et de télévision, connue pour le rôle de Berta Prats dans Merlí et pour celui de Mireia, la petite amie de Jordi, dans Les Bracelets rouges,,. Au cours de l'année 2016, elle a joué plusieurs micro-pièces de théâtre telles que Papá ou ¿Quién Conoce a Anaïs Antón ?.

## Filmographie

### Télévision
- 2011-2013 : Les Bracelets rouges[3]
- 2015-2018 : Merlí

### Court-métrage
- 2003 : Defectos secundarios de Matilde Obradores[5]
- 2014 : Nostalgie de Daniel Tollesson
- 2017 : Exilio de Matilde Obradores[6]

### Cinéma
- 2010 : Blog d'Elena Trapé[3]

## Théâtre
- 2016 : Papá de Roger Grau et Maria Martín[7]
- 2017 : ¿Quién conoce a Anaïs Antón? de Daniel Tollesson[2]
- 2018 : Tragicomédia del caracol furibundo de Nihilson

## Personnages

### Les Bracelets rouges
Mireia est la petite amie de Jordi (Igor Szpakowski), un jeune homme qui a été amputé d'une jambe.

### Merlí
Berta Prats est une adolescente sans repères, qui cherche sa voie et ne la trouve pas, c'est pourquoi elle utilise souvent le cynisme comme moyen d'autodéfense. Bien qu'elle soit une personne courageuse et intelligente, elle est une mauvaise élève et n'aime pas les cours, c'est peut-être pour cela qu'elle finit par dessiner des planches comme méthode d'évasion. En tant que fille extravertie, elle aime les fêtes et les loisirs en général pour oublier les problèmes. Si on ne la connaît pas bien, on peut se méprendre sur l'attitude chic et historique qu'elle adopte, mais, en réalité, elle répond à un sentiment de solitude qu'elle couvre en prétendant être forte. Au niveau familial, l'amour et la sympathie lui manquent, et c'est pourquoi elle les recherche peut-être chez un partenaire.